# لاله أورال أوغلو
لاله أورال أوغلو (بالتركية: Lale Oraloğlu)‏ (ولدت 28 سبتمبر 1924، ازمير – توفيت 15 يناير 2007، أسطنبول)، ممثلة تركية، ولاعبة كرة قدم محترفة.

## حياتها
ولدت لاله أورال أوغلو في 28 سبتمبر 1924، في ازمير. وتلقت تعليمها في العديد من المدارس منها دامى دى سيون، شيشلى تيراكى، سانتى-بولتشرى، المدرسة الثانوية الفرنسية، مدرسة نيشانتاشى، مدرسة بيشتكاش اتاتورك بالأناضول الثانوية، والمدرسة الألمانية الثانوية.
وقد حصلت أورال اوغلو على بطولة السباحة 400 متر، والعداء بتركيا، وقد بدأت بتعلم البيانو عندما بلغت سن السابعة. وقد تلقت بدايات تعليمها للبيانو في المعه الموسيقى للبيانو، وبعد ذلك درست الموسيقى في قسم الفنون. وقد أتمت الفنانة تعليمها الفنى في معهد الموسيقي، وتعلمت أيضا الصحافة. وبالأضافة إلى ذلك فهي أم الممثلة أليف أورال أوغلو.
وقد تخرجت الفنانة من كلية الآداب قسم اللغة الإنجليزية، وبذلك تتقن 4 لغات. وقد لفتت أورال أوغلو بعد انضمامها إلى كورسات المسرح محسن أرطغول، وفي عام 1951 فقد بدأت بالعمل كمحترفة في المسرح الصغير الذي تم افتتاحه. وفي الفترة من 1951-1960 فقد لعبت دور البطولة في 35 فيلم. وقم تم إغلاق المسرح في عام 1987 وذلك بسبب وجوب المعيشة بجانب والدتها التي بلغت من العمر 90 عاما.

## أعمالها السينمائية
قد مرت أورال أوغلو بالعديد من الطرق المختلفة في السينما عن طريق التمثيل، وكتبت العديد من السيناريوهات السينمائية وقامت بعدها بأول التجارب في الإخراج. وقد كتبت فيلم وثائقي عن المرأة الخفية من بوليوود، وقد قامت بأخراجه مع ثلاثة سيدات مخرجات من السينما التركية، وتحدثت أيضا عن قصة حياتها.
وقد حصلت اورال أوغلو على العديد من الجوائز ومنها جائزة أفضل ممثلة في مسابقة الأفلام التركية (1961)، والجائزة الخاصة للمسرح بأفنى ديلجيل في عام 2000 .
وفي 1 ديسمبر 2001 فقد احتفلت بمرور 50 عام على بداية حياتها السينمائية، وذلك في الاحتفال الذي نظمته وزارة الثقافة والسياحة التركية.

## وفاتها
وبعد قيامها بتمثيل المسلسل (الجانب الآخر للروح) في 26 نوفمبر 2006، فقد تعرضت إلى نزيف دماغى، وبعدها انتقلت إلى مستشفى الأمل الخاصة، وبينما كان يتم علاجها فقد تعرضت إلى التهاب رئوي، وبالأضافة إلى ذلك تعانى من مشاكل في القلب.
وقد توفيت لاله أورال أوغلو فنانة المسرح والسينما، في 15 يناير 2007، في تمام الساعة 14:45، حيث انها دخلت إلى مستشفى الأمل الخاصة لتلقى العلاج في 26 ديسمبر، وقد وضعت في غرفة العناية المركزة، وفي ذلك التاريخ وافتها المنية عن عمر يناهز اثنين وثمانون عاما. وقد دفنت في مقبرة زينسرليكوو.

## أفلامها

### الأخراج
-فخ المرأة (1971)
-هودافردى-بيرتك (1971)
-سريع جاهز (1972)
-موت الأطفال (1972)

### الأنتاج
-احببتك (1955)

### السيناريو
-أحببتك (1955)
-القلوب المكسورة(1960)
-حبيبى والذكرى (1961)

### المسرحيات
-يافوز سلطان سليم يبكى (1952)
-يلدريم بايزيد، وتيمورلنك (1952)
-الدية (1953)
-هناك ستة قتلة/جناية ايبسالا (1953)
-يانولا نيلجون (1954)
-بين نارين (1954)
-البذور السيئة (1963)
-النهاية (2001)
-سحر الأم(2003)
-الوادى الآخر(2006)

## الجوائز
-مسابقة الأفلام التركية، 1961
-أفضل ممثلة امرأة (السلطانات المكسورة)
-مهرجان الأفلام التركية، تي أف دي دي، 1953
-أفضل ممثلة (مع أيفر فيراى، ندرت جوفنيتش)

## الروابط الخارجية
- لاله أورال أوغلو على موقع IMDb (الإنجليزية)
- لاله أورال أوغلو على موقع ألو سيني (الفرنسية)
- لاله أورال أوغلو على موقع ميوزك برينز (الإنجليزية)
- لاله أورال أوغلو على موقع قاعدة بيانات الأفلام السويدية (السويدية)
- لاله أورال أوغلو على موقع ديسكوغز (الإنجليزية)
- لاله أورال أوغلو على موقع قاعدة بيانات الفيلم (الإنجليزية)

-لاله أورال أوغلو، صفحة السينما التركية
-السيرة الذاتية لاله أورال أوغلو